# Cold, Cold Heart
«Cold, Cold Heart» («Холодное-холодное сердце») — песня американского кантри-певца и музыканта Хэнка Уильямса.
Как пишет теперь журнал «Тайм», песня «Cold, Cold Heart» является образцом того, как Хэнк Уильямс умел в своих работах донести сложные чувства и переживания простым, прямым языком. Также журнал отмечает в песне короткие йодли, как бы срывы в голосе певца от душевной боли.
Вероятно, такую грустную и медленную песню изначально не ожидали увидеть большим хитом, так как она вышла на сингле в качестве оборотной стороны к другой, более быстрой и весёлой вещи. Но в итоге именно «Cold Cold Heart» стала огромным хитом. А когда песню перепел Тони Беннетт и тоже имел с ней большой успех, и другие поп-исполнители оценили силу работ Хэнка Уильямса и стали его песни с удовольствием записывать.
Песня «Cold, Cold Heart», в частности, вошла (в оригинальном исполнении Хэнка Уильямса) в составленный журналом «Тайм» в 2011 году список All-TIME 100 Songs (список 100 лучших песен с момента основания журнала «Тайм»).